# ステラインターナショナル
ステラインターナショナル (STELLAR INTERNATIONAL) は、かつて活動していた日本の自動車レーシングチーム。拠点は東京都八王子市。1980年代より全日本耐久選手権、全日本ツーリングカー選手権や全日本F3000選手権/フォーミュラ・ニッポンなどトップカテゴリーに参戦し好成績を挙げた。代表者は福井清志。

## 歴史
1981年に前身となるオートビューレック・モータースポーツ (AUTO BEAUREX MOTOR SPORT) 設立。八王子市の国道16号沿いにファクトリーが置かれた。グループ5のBMW・M1で長坂尚樹をドライバーにスーパーシルエットレースに参戦。「日産ターボ軍団」と呼ばれていた長谷見昌弘、星野一義、柳田春人に挑む外国製車両の筆頭として注目された。富士ロングディスタンスシリーズでは長坂と佐藤文康のコンビで1982年シリーズチャンピオンを獲得する。以後、日本国内におけるBMW車両でのレース参戦でチームは知られるようになった。
1983年シーズン後半よりドイツのコンストラクターが制作したBMW・M88エンジンを搭載するグループC2マシン、ロテック・M1Cを購入し、長坂と鈴木恵一をドライバーに1984シーズンまで同マシンで全日本耐久選手権およびカレンダーに組み込まれていたWEC-JAPANに参戦。1985年からはトムス・84C/トヨタで全日本耐久選手権に参戦。同シリーズでは1986年にスティーブン・アンドスカー、1987年にはアンドリュー・ギルバート＝スコットを起用した。ギルバート＝スコットは以後10年以上各カテゴリーのマシンを乗りこなし、チームを支える存在となった。
1985年より始まった新カテゴリー「全日本ツーリングカー選手権 (JTC)」にはハルトゲBMW・635CSiを日本のレース界に投入して参戦した。1986シーズンをもって創設から6年間メインドライバーとして牽引した長坂が移籍でチームを離れた。
1987年からカー用品ショップ「オートテック (AUTO TECH)」のスポンサーを得て、JTCでは黄色いボディに赤いロゴがトレードマークとなる。JTC参戦初期のドライバーはベテラン柳田春人／中川隆正だった。柳田は1988年のJTC-2クラスでウィル・ホイとのコンビでクラスチャンピオンをチームにもたらした。
1988年シーズンで全日本耐久選手権への参戦を終了する。これまでツーリングカーやスポーツカーレースへの参戦だったが、1989年からはツーリングカー選手権に参戦継続しつつ、小河等をドライバーに起用して国内最高峰フォーミュラの全日本F3000選手権に初参戦する。シーズン序盤は1年型遅れのローラ・T88/50での参戦開始だったが、開幕戦から連続表彰台に立つなど活躍。第7戦鈴鹿では小河・チームともに初となるF3000での優勝も達成。初年度にして王者・星野一義＋IMPULを破りF3000シリーズチャンピオンを獲得する。
1990年よりレース参戦時のエントラント名をオートビューレックからステラインターナショナルへと変更し、F3000ではキグナス石油からの支援が決定。「チームキグナス TONEN STELLAR」として2カーエントリーとなり、小河がランキング2位を獲得、影山正彦もF3000初入賞を記録した。ツーリングカーでは、「オートテックBMW・M3のドライバーとして乗れるチャンスはないか？」という逆オファーがローランド・ラッツェンバーガーから電話で福井に届いていた。ラッツェンバーガーは欧州でシュニッツァーBMWのドライバーとして実績があったが、知人のレース関係者から「彼は結構マシンのセッティングに関してワガママ言いますよ。」という評判も聞いていた。オーディションを兼ねたテスト走行で「荒削りだったが確かに速かった」と福井が能力を確認し起用を決めた。ラッツェンバーガーは中川やトーマス・ダニエルソンとのコンビで全日本ツーリングカーJTC2クラスチャンピオンを2度オートテック・ステラで獲得した。同体制でマカオグランプリ・ギアレースへも参戦した。
1992年、小河がトヨタワークスのSWC参戦ドライバーに抜擢されたため、ステラを離れることになった。代わってラッツェンバーガーがF3000でもステラから参戦することになり、ギルバート＝スコットとの2台体制でコンビを組んだ。しかし、5月にSWCの合間を縫ってセルモより全日本F3000にスポット参戦した小河が、ギルバート＝スコットとの接触によって命を落とすという悲劇に見舞われた。その状況でもチームは奮起し、第9戦鈴鹿ではラッツェンバーガーが優勝、ギルバート＝スコットが2位でフィニッシュ。ステラは日本のフォーミュラ最高峰カテゴリーでの1-2フィニッシュを達成した。
F1シート獲得を目指していたラッツェンバーガーは'93年をもって日本でのレース参戦を終了したが、1994年の全日本F3000ではタイトルスポンサーが新たに神奈川クリニックとなり、ギルバート＝スコットが開幕戦から連続でポールポジション獲得など速さを発揮した。最終戦まで松本恵二監督が陣頭指揮を執る童夢のマルコ・アピチェラとタイトル争いを展開。シーズン3回の優勝を挙げ、ランキング2位となった。ツーリングカー選手権のドライバーとしては中谷明彦が加入、1995年からF3000ではミハエル・クルムが加入してギルバート＝スコットとコンビを組んだ。クルムは1996年のフォーミュラ・ニッポン第2戦MINEでチームにとって最後となるポールポジションを獲得した。JTCCではオートテックBMWで中谷がチーム最後の勝利となる1勝を第9戦仙台ハイランドで記録した。
1996年シーズン途中から福井代表の体調悪化が報じられる。ツーリングカー選手権は1997年にスポット参戦となり、同年を最後に撤退。フォーミュラ・ニッポンも1998年を最後に参戦を終了した。
福井はその後、オートビューレック時代からの右腕である野呂チーフエンジニアと共に新チーム名称「フィールド」と心機一転し、2000年フォーミュラ・ドリームに携わった。

## レース戦績

### 1981年
- 富士スーパーシルエットレース

No.1 長坂尚樹（オートビューレック BMW・M1）
No.82 内田審司（オートビューレック BMW・M1） 9月6日インター200スーパーシルエット優勝
- 富士ロングディスタンスシリーズ

No.82 内田審司 / 長坂尚樹 組（オートビューレック BMW・M1） 7月26日富士1000km優勝

### 1982年
- 富士スーパーシルエットレース

No.1 長坂尚樹（オートビューレック BMW・M1） 5月3日グラン250kmレーススーパーシルエット優勝
No.82 内田審司（オートビューレック BMW・M1）
- 富士ロングディスタンスシリーズ

No.1 長坂尚樹 / 佐藤文康 組 （オートビューレック BMW・M1） 6月6日富士500km、7月25日富士1000km、11月28日富士500km優勝。このほか8月29日鈴鹿1000kmも優勝。

### 1983年
- スーパーシルエットレース

No.1 長坂尚樹（RACING MATE オートビューレック BMW・M1）
- 富士ロングディスタンスシリーズ

No.1 長坂尚樹 / 清水正智 組（RACING MATE オートビューレック BMW・M1） 6月5日富士500km優勝
- 全日本耐久選手権 / WEC-JAPAN

No.65 長坂尚樹 / 鈴木恵一 / クルト・ロッテルシュミット 組（ロテック・M1C BMW）※ロッテルシュミットはWEC-JAPANのみ

### 1984年
- スーパーシルエットレース

No.1 長坂尚樹（WARPZONE オートビューレック BMW・M1） 12月9日筑波スーパーシルエット優勝
- 全日本耐久選手権

No.10 / 62 長坂尚樹 / 鈴木恵一 組（ロテック・M1C BMW） シリーズタイトル獲得
- WEC-JAPAN

No.84 長坂尚樹 / 鈴木恵一 組（Holts ロテック・M1C BMW） C2クラス優勝

### 1985年
- 全日本ツーリングカー選手権（STPハルトゲジャパン）

No.1 長坂尚樹 / 茂木和男 組（STP BMW・635CSi） 2勝・クラスチャンピオン
- 全日本耐久選手権

No.3 長坂尚樹 / 赤池卓 組（トムス・トヨタ85C）
No.62 茂木和男 / 本橋敏生 組（ロテック・M1C BMW）
- WEC-JAPAN

No.84 茂木和男 / 本橋敏生 組（ロテック・M1C BMW） C2クラス優勝

### 1986年
- 全日本ツーリングカー選手権（STPハルトゲジャパン）

No.1 長坂尚樹 / 茂木和男 組（STP BMW・635CSi）
- 全日本耐久選手権

No.3 長坂尚樹 / スティーブン・アンドスカー 組（トヨタWARPZONE・85C）※第1戦鈴鹿は長坂/赤池組で参戦
No.5 茂木和男 / 本橋敏生 組（トヨタADVAN・85C） ※第3戦-第5戦は松田秀士、第6戦はウィル・ホイが加入
- WEC-JAPAN

No.45 長坂尚樹 / スティーブン・アンドスカー 組（トヨタWARPZONE・85C）
No.46 長坂尚樹 / 茂木和男 / 松田秀士 組（トヨタADVAN・85C）

### 1987年
- 全日本ツーリングカー選手権（オートテックレーシング）

No.20 柳田春人 / 中川隆正 組（BMW・635CSi）※第5戦富士インターTECではデイヴ・スコットが加わり参戦。
No.35 柳田春人 / ウィル・ホイ 組（BMW・M3）
- 全日本耐久選手権

No.3 ウィル・ホイ / 星野薫 組（トヨタDUNLOP・86C）※第3戦・第7戦は アンドリュー・ギルバート＝スコットが加入
- WEC-JAPAN

No.3 ウィル・ホイ / 星野薫 組（BA-TSU トヨタDUNLOP・86C）
- 全日本F3選手権 （SUPER BELオートビューレック ラルト・RT30 トヨタ・3S-G）

No.20 中川隆正 ランキング23位

### 1988年
- 全日本ツーリングカー選手権 JTC-2クラス

No.35 柳田春人 / ウィル・ホイ 組（BMW・M3）JTC-2クラス4勝・シリーズチャンピオン
- 全日本耐久選手権

No.3 アンドリュー・ギルバート＝スコット / スティーブン・アンドスカー 組（トヨタ86C / 87C）
- 世界スポーツプロトタイプカー選手権（WSPC）富士1000km

No.45 アンドリュー・ギルバート＝スコット / スティーブン・アンドスカー 組（STP トヨタ・88C）

### 1989年
- 全日本F3000

No.21 小河等（STELLARオートビューレック ローラ無限・MF308）1勝/3PP/1FL・シリーズチャンピオン
- 全日本ツーリングカー選手権 JTC-2クラス

No.35 柳田春人 / ウィル・ホイ 組（BMW・M3）
- 全日本F3選手権（I.PROGRESSオートビューレック レイナード トヨタ・3S-G）

No.65 加藤徹
No.66 古谷直広

### 1990年
- 全日本F3000（チーム・キグナス TONEN）

No.1 小河等（ローラ・T90/50 無限・MF308） 3PP/3FL・ランキング2位
No.21 影山正彦（ローラ・無限）ランキング19位
- 全日本ツーリングカー選手権 JTC-2クラス （オートテックレーシング）

No.35 中川隆正 / ローランド・ラッツェンバーガー 組（BMW・M3）JTC-2クラス シリーズチャンピオン
- 全日本F3選手権（I-PROGRESS STELLAR レイナード→ラルト トヨタ・3S-G）

No.65 加藤徹

### 1991年
- 全日本F3000（チーム・キグナス TONEN）

No.20 影山正彦（ローラ・T90/50→T91/50 無限・MF308）
No.21 小河等（ローラ・T90/50 無限・MF308）ランキング5位
- 全日本ツーリングカー選手権 JTC-2クラス（オートテックレーシング）

No.35 ローランド・ラッツェンバーガー / トーマス・ダニエルソン 組（BMW・M3） JTC-2クラス シリーズチャンピオン
No.34 フィリップ・アダムス / アンドリュー・ギルバート＝スコット 組（BMW・M3）※第3戦・第6戦に参戦
- 全日本F3選手権（STELLAR ラルト・RT35 無限・MF204）

No.70 ユージニオ・ヴィスコ ランキング13位 ※第1戦-第8戦
No.70 細野智行 ※第10戦-第11戦
- マカオグランプリ ギアレース

No.18 ローランド・ラッツェンバーガー（オートテックBMW・M3 Evo） 7位
- 第2回 富士インターナショナルF3リーグ

No.70 アンドリュー・ギルバート＝スコット（I.PROGRESS ラルト・RT35） 12位

### 1992年
- 全日本F3000（チーム・キグナス TONEN）

No.20 アンドリュー・ギルバート＝スコット（ローラ・T90/50→レイナード・92D→ローラ・T92/50 無限・MF308/東名）1FL・ランキング9位
No.21 ローランド・ラッツェンバーガー（ローラ・T90/50→T92/50 無限・MF308/東名）1勝/2PP・ランキング7位
- 全日本ツーリングカー選手権 JTC-2クラス（オートテックレーシング）

No.35 ローランド・ラッツェンバーガー / アンドリュー・ギルバート＝スコット 組（BMW・M3）
No.34 デレック・ヒギンズ / ポール・ラディシッチ 組（BMW・M3）※第6戦・第8戦に参戦
- 全日本F3選手権 （STELLAR レイナード・923 無限・MF204）

No.70 デレック・ヒギンズ ランキング15位
No.71 千石栄次
- 第3回 富士インターナショナルF3リーグ

No.70 デレック・ヒギンズ 選抜トーナメントB組 リタイヤ

### 1993年
- 全日本F3000

No.20 アンドリュー・ギルバート＝スコット（STELLAR ローラ・T92/50 無限・MF308）ランキング8位
No.21 ローランド・ラッツェンバーガー（チーム・キグナス TONEN  ローラ・T93/50 無限・MF308）ランキング12位
- 全日本ツーリングカー選手権 JTC-2クラス（オートテックレーシング）

No.35 アンドリュー・ギルバート＝スコット / 中谷明彦 組（BMW・M3） 5勝・シリーズチャンピオン
- 全日本F3選手権（STELLAR レイナード・923 無限・MF204）

No.70 千石栄次
No.71 大野修

### 1994年
- 全日本F3000

No.20 アンドリュー・ギルバート＝スコット（STP ローラ・T94/50 無限・MF308）3勝/3PP/2FL・ランキング2位
No.20 ジェフ・クロスノフ（STP ローラ・T94/50 無限・MF308）※十勝ラウンドのみ参戦
No.21 和田久 （Black Racing ステラ ローラ・T93/50 無限・MF308/東名）※第9戦富士、10戦鈴鹿の2戦。
- 全日本ツーリングカー選手権 JTCC（オートテックレーシング）

No.35 アンドリュー・ギルバート＝スコット（BMW・318i） ランキング9位
- 全日本F3選手権（CIBIEステラ ダラーラ・F395 トヨタ・3S-G）

No.21 島守広

### 1995年
- 全日本F3000

No.20 アンドリュー・ギルバート＝スコット（神奈川クリニック ローラ・T93/50 無限・MF308）1勝/1PP・ランキング7位
No.21 ミハエル・クルム（STELLAR ローラ・T93/50 無限・MF308）※第3戦から
- 全日本ツーリングカー選手権 JTCC（オートテックレーシング）

No.35 中谷明彦（BMW・318i）ランキング12位

### 1996年
- フォーミュラ・ニッポン（神奈川クリニック STELLAR）

No.20 アンドリュー・ギルバート＝スコット（レイナード・95D/96D 無限・MF308/東名） ランキング13位
No.21 ミハエル・クルム（レイナード・95D 無限・MF308/尾川） 1PP・ランキング15位
- 全日本ツーリングカー選手権（オートテックレーシング）

No.35 中谷明彦（BMW・318i）1勝・ランキング10位

### 1997年
- フォーミュラ・ニッポン

No.34 マウロ・マルティニ（オートテックSTELLAR ローラ・T96/51 無限・MF308/東名）※第3戦のみ
No.34 アンドリュー・ギルバート＝スコット（STP STELLAR ローラ・T96/51 無限・MF308/東名）※第4.6.9戦
No.34 アンドレア・ボルドリーニ ※第7.8.10戦
No.35 ミハエル・クルム（オートテックSTELLAR レイナード・96D 無限・MF308/東名）※第3戦まで
No.35 マルコ・アピチェラ ※第4戦-第10戦 ランキング12位
- 全日本ツーリングカー選手権（オートテックレーシング）

No.35 中谷明彦（BMW・318i）第5大会-第6大会のみ。ランキング17位

### 1998年
- フォーミュラ・ニッポン

No.35 惣田季靖 （KYOETSU STELLAR レイナード・96D 無限・MF308/東名）※第1戦のみ
No.35 ディランタ・マラガムワ（有限会社ステラインターナショナル レイナード・96D 無限・MF308/東名）※第7戦-第9戦